# Aloe melanocantha
Aloe melanocantha é uma espécie de liliopsida do gênero Aloe, pertencente à família Asphodelaceae.